# Kozojedy (ort i Tjeckien, Mellersta Böhmen)
Kozojedy är en ort i Tjeckien.   Den ligger i regionen Mellersta Böhmen, i den centrala delen av landet, 30 km öster om huvudstaden Prag. Kozojedy ligger 370 meter över havet och antalet invånare är 526.
Terrängen runt Kozojedy är huvudsakligen platt, men söderut är den kuperad. Runt Kozojedy är det ganska glesbefolkat, med 23 invånare per kvadratkilometer. Närmaste större samhälle är Horní Počernice, 19,4 km nordväst om Kozojedy. I omgivningarna runt Kozojedy växer i huvudsak blandskog.